# Mario's Picross
Mario's Picross (マリオのピクロス?, Mario no Pikurosu) è un videogioco rompicapo sviluppato dalla Jupiter e distribuito dalla Nintendo nel 1995 per il Game Boy. In questo titolo, Mario veste i panni di un archeologo alle prese con il nonogram. Il gioco non ha avuto gran successo in occidente, causando il blocco delle uscite occidentali dei dieci sequel: Mario's Super Picross nello stesso 1995 (per Super Famicom), Picross 2 nel 1996 (per Game Boy), e otto Picross NP pubblicati per la periferica del Super Famicom Satellaview tra il 1996 e il 1997. Nel 2007 fu commercializzato nei paesi anglofoni Picross DS, dove è possibile scaricare i livelli di Mario's Picross con il servizio Nintendo Wi-Fi Connection. Picross DS è il primo titolo della serie ad essere commercializzato anche in occidente, dopo Mario's Picross.

## Accoglienza

### Eredità
Sebbeme il gioco non abbia riscosso particolare successo in occidente, in Giappone il gioco è stato apprezzato al punto da permettere la realizzazione di due sequel esclusivamente distribuiti in suolo nipponico: Mario's Super Picross per Super Famicom e Picross 2, un sequel diretto del gioco per Game Boy.